# Brachiaphodius langeri
Brachiaphodius langeri är en skalbaggsart som beskrevs av Bellmann 2009. Brachiaphodius langeri ingår i släktet Brachiaphodius och familjen Aphodiidae. Inga underarter finns listade.